# Skräbeån
Skräbeån (även kallad Årupsån) är det vattendrag som avvattnar Skånes största insjö Ivösjön.
Ån är enbart 5 kilometer lång men har ett avrinningsområde på 1 000 kvadratkilometer. Den börjar i Bromölla för att sedan mynna ut i Möllefjorden, som är en del av Hanöbukten. Årsmedelvattenflödet är cirka 9 kubikmeter per sekund.
E22 passerar ån som motorväg strax söder om Bromölla.